# 白庙乡 (富平县)
白庙乡是中国陕西省渭南市富平县下辖的一个乡。

## 行政区划
白庙乡下辖以下行政区：
白庙村、长青村、柴峪村、小塬村、靳家村、杨家村、程卢村、大王村、东沟村、南沟村、中沟村、郭家村